# 加文·詹姆斯
加文·詹姆斯（Gavin James，1991年7月5日—），是一名来自爱尔兰都柏林的歌手和作曲家。2013年3月和2016年3月，他分別获得了选择音乐奖（英语：Choice Music Prize）和爱尔兰年度歌曲奖。他的代表作爲《Tired》。